# Kłopotowo (Kolno)
Kłopotowo (deutsch Neusorge) war ein Ort in der polnischen Woiwodschaft Ermland-Masuren. Seine Ortsstelle liegt im Gebiet der Gmina Kolno (Landgemeinde Groß Köllen) im Powiat Olsztyński (Kreis Allenstein).

## Geographische Lage
Die Ortsstelle Kłopotowos liegt am Westufer des Jezioro Bęskie (deutsch Banser See) in der nördlichen Mitte der Woiwodschaft Ermland-Masuren, 16 Kilometer südwestlich der ehemaligen Kreisstadt Rößel (polnisch Reszel) bzw. 37 Kilometer nordöstlich der heutigen Kreismetropole Olsztyn (deutsch Allenstein).

## Geschichte
Der vor 1820 Neuesorge genannte kleine Ort bestand aus einem großen Hof und einer Försterei. Im 19. und 20. Jahrhundert fand das Badehaus am See in der Region große Beachtung.
Bis 1928 war Neusorge als Vorwerk ein Wohnplatz des Gutes  Bansen (polnisch Bęsia) im ostpreußischen Kreis Rößel. 1785 wurde es als adliges Vorwerk mit acht Feuerstellen erwähnt, 1820 als adliges Vorwerk mit zwölf Feuerstellen bei 78 Einwohnern.
Die Einwohnerzahl Neusorges belief sich 1885 auf 172  1905 auf 99.
Die Bildung der Landgemeinde Bansen am 30. September 1928 aus der bisherigen Landgemeinde Bodzianowo (polnisch Bocianowo) und den Gutsbezirken Ottenburg (polnisch Wólka) und Bansen machte Neusorge zu einem Wohnplatz in eben dieser Gemeinde.
Das gesamte südliche Ostpreußen kam 1945 in Kriegsfolge zu Polen. Neusorge erhielt in diesem Zusammenhang die polnische Namensform „Kłopotowo“. Die Lage in unmittelbarer Nachbarschaft zu Bansen ließ die Eigenständigkeit des kleinen Ortes schwinden. Der Name fand bereits in den 1950er Jahren keine Verwendung mehr. Heute gilt der Ort als verwaist und untergegangen – oder eben: als in Bęsia aufgegangen. Die Ortsstelle liegt im Gebiet der Landgemeinde Kolno (Groß Köllen) im Powiat Olsztyński (Kreis Allenstein).

## Kirche
Bis 1945 war Neusorge in die evangelische Kirche Bischofsburg (polnisch Biskupiec) in der Kirchenprovinz Ostpreußen der Kirche der Altpreußischen Union und auch in die römisch-katholische Kirche Groß Köllen (polnisch Kolno) im damaligen Bistum Ermland eingepfarrt.

## Verkehr
Die Ortsstelle Kłopotowos liegt an der Woiwodschaftsstraße 596 im Einmündungsbereich einer von Sątopy (Santoppen) herführenden Nebenstraße im Südwesten von Bęsia (Bansen).